# Ricardo de Neuville
Ricardo de Neuville, también Richard de Nevil y Richard de Novavilla (Latín medieval: Richard Teutonicus, m. 1100), fue un noble normando, señor de Neuville-sur-Touques (Orne). Cuarto hijo de Baldric de Beaugency y primer referente de la familia de Neuville. A diferencia de sus hermanos mayores, Ordericus Vitalis no menciona la presencia de ningún Neville en la batalla de Hastings, ni tampoco lo hace Wace en su Roman de Rou, sin embargo, el nombre de Richard de Nevil aparece en el catálogo de los compañeros de Guillermo el Conquistador de Leopold Delisle, y en el libro titulado Nobiliare de Normandie de Jacques-Louis Chevillard.

## Herencia
Se desconoce el nombre de su esposa, pero la crónicas contemporáneas mencionan a cuatro hijos:
- Robert de Neville (c. 1037-?);
- Richard de Neville (c. 1040-?);
- Ralph [Raoul] de Neville (c. 1042-?)
- Gilbert de Neville (Gilbertus Normanus, c. 1050-1135). Primer referente de la familia de Neville en Westmorland, Warwick, Latimer y Abergavenny en Inglaterra.[2] Comúnmente llamado el Almirante, encabeza el linaje de los Neville según todos los primeros genealogistas.[4] John Leland lo denomina «Almirante del Conquistador», basándose en una «ruleta de la genealogía de los condes de Westmoreland». Henry Drummond, autor de Histories of Nobles British families (1842-46), en cuya obra se incorporaron las investigaciones de Stapleton sobre la ascendencia normanda de los Nevill, consideró la información de Leland una mera invención familiar, introducida a finales del siglo XV.[5][2]